# Sverdlovskij rajon (Perm')
Lo Sverdlovskij rajon (in russo Свердловский район?) è uno dei sette distretti (rajon) della città di Perm' (Russia). Il nome del distretto è in onore del politico sovietico Jakov Michajlovič Sverdlov. Dal 1936 al 1961 portava il nome di Iosif Stalin (Stalinskij rajon)
L'area si trova interamente sulla sponda sinistra della Kama.